# Donji Dušnik
Donji Dušnik (izvirno srbsko Горњи Душник) je naselje v Srbiji, ki upravno spada pod Občino Gadžin Han; slednja pa je del Niškega upravnega okraja.

## Demografija
V naselju, katerega izvirno (srbsko-cirilično) ime je Горњи Душник, živi 218 polnoletnih prebivalcev, pri čemer je njihova povprečna starost 56,7 let (53,5 pri moških in 59,6 pri ženskah). Naselje ima 103 gospodinjstev, pri čemer je povprečno število članov na gospodinjstvo 2,30.
To naselje je, glede na rezultate popisa iz leta 2002, večinoma srbsko, a v času zadnjih treh popisov je opazno zmanjšanje števila prebivalcev.
|  |

| Demografija | Demografija     | Demografija     |
| Leto        | Št. prebivalcev | Št. prebivalcev |
| ----------- | --------------- | --------------- |
|             |                 |                 |
|             |                 |                 |
|             |                 |                 |
|             |                 |                 |
| 1948        | 748             |                 |
| 1953        | 763             |                 |
| 1961        | 648             |                 |
| 1971        | 497             |                 |
| 1981        | 346             |                 |
| 1991        | 296             | 293             |
| 2002        | 238             | 237             |
|             |                 |                 |

| Etnična sestava po popisu iz leta 2002 | Etnična sestava po popisu iz leta 2002 | Etnična sestava po popisu iz leta 2002 | Etnična sestava po popisu iz leta 2002 | Etnična sestava po popisu iz leta 2002 |
| -------------------------------------- | -------------------------------------- | -------------------------------------- | -------------------------------------- | -------------------------------------- |
| Srbi                                   | Srbi                                   |                                        | 236                                    | 99,57%                                 |
| Neznano                                | Neznano                                |                                        | 1                                      | 0,43%                                  |